# ガイドアルド
ガイドアルド (ラテン語: Gaidoaldus) は、ランゴバルド王国内の第2代トリデントゥム公。595年1月に初代公エウィンが死去した際、パウルス・ディアコヌスによれば「善人でカトリックだった」ガイドアルドがトリデントゥム公に任命された。ガイドアルドはフリウーリ公ギスルフ2世と組んでアギルルフ王に反抗していたが、602/3年に3者は1年間の和平を結んだ。彼ののち、アラヒス(在位: 680年 - 690年)までの間にトリデントゥム公は知られていない。